# Łukasz Orbitowski
Łukasz Orbitowski (sinh năm 1977) là một nhà tiểu luận, nhà văn truyện kinh dị và truyện giả tưởng người Ba Lan. Từ tháng 4 năm 2012 đến nay, anh đã cho ra mắt sáu tiểu thuyết và bốn tuyển tập truyện ngắn.

## Tiểu sử
Łukasz Orbitowski là cựu sinh viên chuyên ngành triết học của Đại học Jagiellonian.
Łukasz Orbitowski ra mắt vào năm 1999 với tuyển tập truyện ngắn Złe Wybrzeża. Năm 2001, anh giới thiệu tác phẩm đầu tay ở thể loại giả tưởng là Diabeł na Jabol Hill trên tạp chí Science Fiction của Ba Lan số đầu tiên. Ngoài tạp chí Science Fiction, các truyện của Łukasz Orbitowski cũng đã được đăng trên Machina, Nowa Fantastyka và ấn phẩm Playboy của Ba Lan. Phần lớn các tác phẩm của anh thuộc thể loại giả tưởng và kinh dị. Bên cạnh đó, anh cũng là tác giả của một sách thiếu nhi tên là (Prezes i Kreska).
Łukasz Orbitowski là đồng biên kịch của bộ phim Hardkor'44 do Tomasz Bagiński đạo diễn, nội dung về cuộc Khởi nghĩa Warsaw. Anh cũng góp phần phát triển trò chơi nhập vai Bakemono.
Łukasz Orbitowski đăng nhiều bài tiểu luận trên tạp chí Przekrój (trong các năm 2006–2008, và từ năm 2010 đến nay). Anh là một người theo chủ nghĩa vô thần.

## Sự đón nhận
Tiểu thuyết Tracę ciepło năm 2007 của Łukasz Orbitowski đã được đề cử Giải thưởng Janusz A. Zajdel. Tiểu thuyết này cũng được nhận Giải thưởng Krakowska Książka Miesiąca (Kraków Book of the Month).
Maciej Robert đã viết trên tờ báo Życie Warszawy rằng Łukasz Orbitowski đang "dần dần thành Stephen King của Ba Lan."
Łukasz Orbitowski là một trong những người tiên phong viết truyện kinh dị lấy bối cảnh ở Ba Lan, tại các thành phố hiện đại Kraków, Warsaw và Wrocław.

## Tác phẩm
- Złe Wybrzeża – tuyển tập truyện ngắn, Związek Literatów Polskich 1999
- Szeroki, głęboki, wymalować wszystko – tuyển tập truyện ngắn, Ha!art 2001
- Wigilijne psy – tuyển tập truyện ngắn, Editio 2005
- Horror show, Ha!art 2006
- Tracę ciepło, Wydawnictwo Literackie 2007
- Pies i klecha, t. 1. Przeciwko wszystkim, Fabryka Słów 2007, cùng Jarosław Urbaniuk
- Prezes i Kreska. Jak koty tłumaczą sobie świat, [[Powergraph 2008
- Pies i klecha, t. 2. Tancerz, Fabryka Słów 2008, cùng Jarosław Urbaniuk
- Święty Wrocław, Wydawnictwo Literackie 2009
- Nadchodzi – tuyển tập truyện ngắn, Wydawnictwo Literackie 2010
- Widma, Wydawnictwo Literackie 2012
- Widma,, Wydawnictwo Literackie 2012
- Ogień, Narodowe Centrum Kultury 2012
- Szczęśliwa ziemia, Wydawnictwo SQN 2013
- Rękopis znaleziony w gardle – tuyển tập truyện ngắn, BookRage 2014
- Zapiski Nosorożca. Moja podróż po drogach, bezdrożach i legendach Afryki, Wydawnictwo SQN 2014
- Inna dusza, Od Deski Do Deski 2015
- Rzeczy utracone, Zwierciadło 2017
- Exodus, Wydawnictwo SQN 2017
- Kult, Świat Książki 2019